# Pikku Vuomajärvi
Pikku Vuomajärvi och Vuomajärvi, eller Vuomajärvet är sjöar i Finland. De ligger i kommunen Enontekis i landskapet Lappland, i den norra delen av landet, 900 km norr om huvudstaden Helsingfors. Pikku Vuomajärvi ligger 415 meter över havet. Arean är 88,9 hektar och strandlinjen är 5,42 kilometer lång. Sjön  ingår i Kemi älvs huvudavrinningsområde.   Omgivningarna runt Pikku Vuomajärvi är i huvudsak ett öppet busklandskap.